# Den dansande björnen
Den dansande björnen-priset (finska: Tanssiva karhu) är ett finländskt litteraturpris som sedan år 1994 delas ut av Yle för ett lyrikverk som utkommit i Finland. Dessutom delas ett översättarpris, Översättarbjörnen, ut. Priset är på 4 000 euro och översättarpriset på 1 500 euro.

## Den dansande björnen
- 1994 – Sirkka Turkka: Sielun veli[1]
- 1995 – Pentti Holappa: Ankkuripaikka och Eva-Stina Byggmästar: Framåt i blått[1]
- 1996 – Lauri Otonkoski: Musta oli valkoinen och Bo Carpelan: I det sedda[1]
- 1997 – Mirkka Rekola: Taivas päivystää[1]
- 1998 – Anni Sumari: Mitta ja määrä[1]
- 1999 – Mårten Westö: Nio dagar utan namn[1]
- 2000 – Jyrki Kiiskinen: Kun elän[1]
- 2001 – Harri Nordell: Tomunhäikäisyvalo och Helena Sinervo: Ihmisen kaltainen[1]
- 2002 – Aila Meriluoto: Kimeä metsä[1]
- 2003 – Lauri Otonkoski: Olo[1]
- 2004 – Merja Virolainen: Olen tyttö, ihanaa![1]
- 2005 – Ilpo Tiihonen: Largo och Peter Mickwitz: För vad kroppen är värd[1]
- 2006 – Kari Aronpuro: Gathandu[1]
- 2007 – Tuomas Timonen: Oodi rakkaudelle[1]
- 2008 – Catharina Gripenberg: Ta min hand, det vore underligt och Aki Salmela: Tyhjyyden ympärillä[1]
- 2009 – Sanna Karlström: Harry Harlow'n rakkauselämät[1]
- 2010 – Ej utdelat[1]
- 2011 – Helena Sinervo: Väärän lajin laulut[1]
- 2012 – Henriikka Tavi: Toivo[1]
- 2013 – Maria Matinmikko: Valkoinen[1]
- 2014 – Juha Kulmala: Pompeijin iloiset päivät[3]
- 2015 – Eino Santanen: Tekniikan maailmat[4]
- 2016 – Anja Erämaja: Ehkä liioittelen vähän[5]
- 2017 – Sirpa Kyyrönen: Ilmajuuret[6]
- 2018 – Lassi Hyvärinen: Tuuli ja kissa[7]
- 2019 – Stina Saari: Änimling[2]
- 2020 – Matti Kangaskoski: Johdatus pimeään[8]
- 2021 – Elsa Tölli: Fun primavera[9]
- 2022 – Olli Sinivaara: Puut[10]
- 2023 – Victor von Hellens: Onkalo[11]
- 2024 – Veera Antsalo: Nimettömästä[12]

## Översättarbjörnen
- 1994 – Caj Westerberg för översättning till finska av Tua Forsströms Snöleoparderna (Lumileopardi-Puistot) och Gunnar Ekelöfs Trilogi[1]
- 1995 – Ej utdelat[1]
- 1996 – Jyrki Vainonen för översättning till finska av Seamus Heaneys Ojanpiennarten kuningas[1]
- 1997 – Pertti Nieminen för översättning till finska av kinesisk lyrikKuin lennossa, kuin siivillä[1]
- 1998 – Liisa Ryömä för översättning till finska av Carl Michael Bellmans verk Lauluja lasin läpi[1]
- 1999 – Hannu Launonen för översättning till finska av Attila Jószefs bok Läpinäkyvä leijona[1]
- 2000 – Lars och Mats Huldén för Kalevalas översättning till svenska[1]
- 2001 – Pentti Saaritsa för översättning till finska av Fernando Pessoas En minä aina ole sama[1]
- 2002 – Arto Kivimäki och Sampo Vesterinen för översättning till finska: Rakkaus ei koskaan lepää[1]
- 2003 – Kai Nieminen för översättning till finska av Anselm Hollo: Corvus[1]
- 2004 – Marja-Leena Mikkola för översättning till finska av Boris Pasternak: Sisareni, elämä[1]
- 2005 – Kristiina Lähde för översättning till finska av ett urval av Catharina Gripenbergs lyrik i Sinä siellä kaukana näytät tutulta[1]
- 2006 – Jussi Rosti för översättningen av Zbigniew Herberts Kyynelten teknologiasta[1]
- 2007 – Juhani Lindholm för översättningen till finska av Johan Ludvig Runeberg: Vänrikki Stålin tarinat[1]
- 2008 – Jyrki Kiiskinen för översättningen till finska av Göran Sonnevi: Valtameri (Oceanen)[1]
- 2009 – Ej utdelat[1]
- 2010 – Ej utdelat[1]
- 2011 – Ej utdelat[1]
- 2012 – Caj Westerberg för översättningen till finska av Tomas Tranströmers lyrik[1]
- 2013 – Jukka Mallinen för översättningen till finska av Uladzimir Njakljajeu: Punainen auringonlasku och Sergei Zavjalov: Joulupaasto[1]
- 2014 – Antologin 8+8: lyriker från Finland och Estland i översättning till estniska och finska under ledning av den estniska författaren Eeva Park[3]
- 2015 – Pauliina Haasjoki och Peter Mickwitz för översättningen till finska av Gunnar Björlings diktsamling Solgrönt (Auringonvihreä)[4]
- 2016 – Katriina Ranne för översättningar av afrikansk poesi i antologin Korallia ja suolakiteitä[5]
- 2017 – Liisa Enwald för översättningar till finska av Rainer Maria Rilkes dikter[6]
- 2018 – Kaisa Ahvenjärvi för översättning till finska av samisk dikt i antologin Tuulisolmut[7]
- 2019 – Kari Aronpuro för översättning till finska av Ezra Pound: Pisan cantot[2]
- 2020 – Leevi Lehto för översättning till finska av John Keats: Syksylle ja muita runoja ja kirjeitä[8]
- 2021 – Janne Salo för översättning till finska av André Breton: Unen hiekkarannoilla, Dans le sables du rêve[9]
- 2022 – Heli Laaksonen för översättning till finska av Aleksandrs Čaks: Poimit sydämeni kirjahyllystä[10]
- 2023 – Hannimari Heino för översättning till finska av Antonella Anedda: Anatomioita, Anatomioita[11]
- 2024 – Tarja Härkönen för översättning till finska av João Luís Barreto Guimarães: Välimeri[12]